# Episodi di Julie and the Phantoms
La prima stagione della serie Julie and the Phantoms debutta su Netflix il 10 settembre 2020 in tutti i paesi in cui il servizio è disponibile.
| . | Titolo originale            | Prima TV Mondiale |
| - | --------------------------- | ----------------- |
| 1 | Wake Up                     | 10 settembre 2020 |
| 2 | Bright                      | 10 settembre 2020 |
| 3 | Flying Solo                 | 10 settembre 2020 |
| 4 | I Got the Music             | 10 settembre 2020 |
| 5 | The Other Side of Hollywood | 10 settembre 2020 |
| 6 | Finally Free                | 10 settembre 2020 |
| 7 | Edge of Great               | 10 settembre 2020 |
| 8 | Unsaid Emily                | 10 settembre 2020 |
| 9 | Stand Tall                  | 10 settembre 2020 |